# Arcidiecéze katovická
Arcidiecéze katovická (latinsky Archidioecesis Katovicensis) je polská římskokatolická arcidiecéze. Je součástí Katovické církevní provincie.

## Dějiny arcidiecéze
Vznik obnoveného polského státu po I. světové válce se projevil i v zájmu církevních a státních činitelů na nové územní organizaci římskokatolické církve v Polsku. Mezi územími nárokovanými pro Polsko se nacházelo i Horní Slezsko, které dosud patřilo k Německé říši a k Rakousku-Uhersku a v církevním ohledu převážně k vratislavské diecézi, přičemž rakouská část diecéze byla spravována jako samostatný generální vikariát se sídlem v Těšíně. Již před vyjasněním konečného průběhu hranic v oblasti Slezska uvažovali polští církevní představitelé o zřízení nových biskupství se sídly v Opolí, Bytomi, Čenstochové a Osvětimi nebo Těšíně. To bylo považováno za žádoucí i z politických důvodů s ohledem na značný vliv církve mezi slezským obyvatelstvem a na obavy z proněmeckého působení vratislavského biskupa Adolfa Bertrama a biskupské kurie. Biskup Bertram však nebyl s rozdělením diecéze srozuměn a rovněž papež Pius XI. vyčkával definitivního určení polských hranic s Německem a Československem (Těšínsko), které na tomto úseku podléhaly plebiscitu.
Těšínsko bylo nakonec v rámci řešení československo-polského sporu o Těšínsko bez plebiscitu rozděleno Konferencí velvyslanců dne 28. července 1920. Na území Polska se ocitla část generálního vikariátu pro Rakouské Slezsko (32 farností) včetně města Těšína, v němž sídlil generální vikář. Ten zůstal i nadále ve funkci, ale jen s působností pro polské území.
Poté, co Konference velvyslanců dne 20. října 1921 rozhodla o rozdělení původně německé části Horního Slezska, se biskup Bertram pokusil uplatnit obdobný model pro tu část své diecéze, která se tímto rozhodnutím ocitla na území Polska, a 21. října pro ni jmenoval kněze Jana Kapicu svým delegátem s pravomocemi generálního vikáře. Vrchní lidová rada na Horním Slezsku, politická organizace zastupující zdejší Poláky před převzetím území polským státem, přijala dne 27. února 1922 usnesení o nutnosti vytvoření samostatné diecéze a slíbila jí materiální podporu. I Ženevská úmluva z 15. května 1922, která upravovala hospodářské a národnostní poměry na Horním Slezsku po rozdělení, obsahovala ustanovení o tom, že náboženská společenství mají přizpůsobit svou organizaci státoprávním změnám.

Na tomto základě vyloučil papež Pius XI. dekretem Sanctissimus Dominus noster ze 7. listopadu 1922 generální vikariát pro Horní (Polské) Slezsko z vratislavské diecéze a zřídil zde apoštolskou administraturu Polského Slezska, podřízenou přímo Svatému stolci. Administrátorem byl jmenován August Hlond, dosud provinciál řádu salesiánů pro Německo a Rakousko-Uhersko sídlící ve Vídni. Administratura měla sídlo v Katovicích.
Hlond se ujal energicky výstavby a organizace administratury. Mimo jiné založil dosud vycházející katolický časopis Gość niedzielny (Nedělní host, 1923) a katolické vydavatelství a tiskárnu sv. Hyacinta-Jacka (1925). Výchovu duchovních zajišťoval Slezský vyšší duchovní seminář, který vznikl v roce 1923 v Krakově (do Katovic byl přenesen až roku 1980). Významné bylo oživení mariánských poutí na Piekary Śląskie, kde 15. srpna proběhla korunovace milostného obrazu Panny Marie. K financování administratury bylo původně usilováno a získáni části příjmů vratislavského biskupa plynoucích z jeho majetků především na Jesenicku, to se však nezdařilo. Většina příjmů tak byla zajišťována z rozpočtu Slezského vojvodství.
2. srpna 1925 vstoupil v platnost konkordát mezi Svatým stolcem a Polskou republikou, podle kterého měla mj. z apoštolské administratury vzniknout nová diecéze slezská. 28. října vydal Pius XI. bulu Vixdum Poloniae unitas, kterou reorganizoval církevní správu Polska. Mezi reformy patřilo zřízení nového biskupství pro polskou část Slezska, které se však mělo nazývat "diecéze katovická" po svém sídle (pojem "diecéze slezská" byl však v praxi rovněž dlouho užíván) a zahrnovalo jednak obvod dosavadní apoštolské administratury pro Horní Slezsko a jednak obvod dosavadního generálního vikariátu těšínského (odpovídala tak v zásadě území Slezského vojvodství). Touž bulou byla dosavadní diecéze krakovská povýšena na arcidiecéze a vznikla Krakovská církevní provincie, k níž náležela i katovická diecéze. Prvním biskupem byl 14. prosince 1925 jmenován administrátor August Hlond.

Ten již 18. listopadu 1925 převzal jurisdikci nad těšínským generálním vikariátem, který byl definitivně zrušen k 1. prosinci téhož roku. Katedrálou se stal kostel sv. Petra a Pavla (postaven 1898–1902), brzy (od roku 1927) se však začala stavět nová katedrála Krista Krále, která však byla dokončena a vysvěcena až roku 1955. Nová diecéze měla rozlohu 4225 km2 a asi milion obyvatel, většinou římských katolíků (s početnou evangelickou a židovskou menšinou) a Poláků (s početnou německou menšinou), žijících v 18 děkanátech a 179 farnostech.
Již po půl roce od vzniku diecéze byl biskup Hlond povolán na uvolněné místo arcibiskupa hnězdenského a polského primase. Po krátkém episkopátu Arkadia Lisieckého (1926–1930) se biskupem stal politicky angažovaný Stanisław Adamski.
Katovický biskup převzal na základě rozhodnutí papeže dne 5. listopadu 1938 29 farností tzv. Zaolzie, které Polsko anektovalo po Mnichovské dohodě, dosud patřících k vratislavské arcidiecézi. 13. ledna 1939 převzal rovněž správu anektovaných farností Čierne a Skalité z diecéze nitranské.
Po obsazení Polska Německem roku 1939 byly obě farnosti nitranské diecéze vráceny a od 1. ledna 1940 převzal vratislavský arcibiskup kardinál Adolf Bertram i přímou správu Zaolzie. Katovická diecéze zůstala přes určité opačné snahy zachována, i když její obvod byl připojen zpět k německému Slezsku. Biskup Adamski jmenoval již 8. ledna generálním vikářem diecéze německého duchovního Franze Strzyże, který pak vedl správu diecéze poté, co byl diecézní biskup 28. února 1941 deportován do Varšavy; od roku 1942 byl generálním vikářem Franz Woźnica.
Od 6. února 1945 se biskup Adamiec ujal opět řízení diecéze, roku 1947 však utrpěl částečnou paralýzu a vyžádal si biskupa-koadjutora, kterým se stal roku 1950 Herbert Bednorz. V reakci na podporu dopisové akce za vrácení výuky náboženství do škol byli oba biskupové 7. listopadu 1952 vyvezeni z diecéze, jejíž správu převzali kapitulní vikáři; navrátit se mohli až koncem roku 1956. Roku 1957 bylo postavení katedrály přeneseno z kostela sv. Petra a Pavla na nový kostel Krista Krále. Po Adamcově smrti (1967) se stal Bednorz katovickým biskupem až do roku 1985, kdy odešel na odpočinek. V době jeho episkopátu se v letech 1972–75 konal první diecézní synod katovické diecéze. Bednorzovým nástupcem se stal Damian Zimoń.
Po pádu komunismu byla vypracována nová organizace římskokatolické církve v Polsku, která se uskutečnila bulou papeže Jana Pavla II. Totus Tuus Poloniae populus z 25. března 1992. Katovická diecéze, jejíž hranice vycházely především z konkrétní historické situace 20. let 20. století, byla zásadně reorganizována. Na severu ztratila 13 děkanátů (48 far) se zhruba 200 000 věřícími ve prospěch nově zřízené diecéze gliwické, na jihu pak 8 děkanátů (84 far) se zhruba 350 000 věřícími ve prospěch nově zřízené diecéze bílsko-żywiecké. Současně ale byla vyloučena ze svazku Krakovské církevní provincie a povýšena na arcidiecézi; nově zřízená Katovická církevní provincie, nazývaná též Hornoslezská, zahrnuje vedle arcidiecéze katovické též diecézi gliwickou a diecézi opolskou.
K 29. říjnu 2011 nahradil arcibiskupa Damiana Zimoně ve funkci dosavadní biskup tarnovský Wiktor Skworc.

## Popis arcidiecéze
Arcidiecéze katovická zaujímá především jižní část hornoslezské průmyslové aglomerace o rozloze asi 2400 2 s asi 1,5 milionem většinou katolických obyvatel. Jejím sídlem je město Katovice, kde se nachází i katedrála Krista Krále (z let 1927–1955). Roku 2010 bylo se členila na 34 děkanátů s 318 farnostmi; s ohledem na průmyslový charakter diecéze a proměnlivost jejího osídlení se počet i obvody děkanátů a farností v minulosti často měnily. Vedle Katovic jsou velkými městy arcidiecéze Chorzów, Rybnik, Tychy, Jastrzębie-Zdrój, Mysłowice, Żory, Piekary Śląskie, Świętochłowice, Wodzisław Śląski.
Duchovní arcidiecéze se vzdělávají na Slezském vyšším duchovním semináři v Katovicích (od 1980) a na teologické fakultě Slezské univerzity v Katovicích (od 2000).
V mediální oblasti působí týdeník Gość Niedzielny a Nakladatelství a vydavatelství sv. Hyacinta (od roku 1925), od roku 1994 též diecézní rozhlasová stanice "radio eM" a dále internetový portál Wiara.pl. Roku 1986 bylo založeno diecézní muzeum.
V arcidiecézi je několik poutních míst, z nichž největší význam má mariánské poutní místo v Piekarech Śląských. Panna Marie Piekarská je spolu se sv. Hyacintem (Jackem) hlavní patronkou arcidiecéze, dalšími patrony jsou patronka horníků svatá Barbora a patron hutníků svatý Florián. Chrám v Piekarech je rovněž nejstarším chrámem v arcidiecézi s titulem "menší baziliky" (basilica minor, od roku 1962), dalšími menšími bazilikami jsou františkánský chrám sv. Ludvíka krále a Nanebevzetí P. Marie v Katovicích-Panewnikách (1974), chrám sv. Antonína Padovského v Rybniku (1992), chrám Narození P. Marie ve Pszówě (1997) a chrám sv. Vojtěcha v Mikołówě (2008).
Na území arcidiecéze působí 8 mužských řádů a kongregací v 19 domech (2010), mj. milosrdní bratři v Katovicích-Bogucicích, kapucíni v Katovicích-Załęże, verbisté v Rybniku, salvatoriáni v Mikołówě, nejvíce pak františkáni v Katovicích-Panewnikách (sídlo provinciála), Chorzówě, Rybniku a Tychách. Vedle toho zde působí 20 ženských řádů a kongregací v 93 domech (2010). Nejrozšířenější jsou boromejky s generalátem a noviciátem v Mikołówě a dalšími 25 domy a "Slezské služebnice", Kongregace sester služebnic bl. P. Marie bez poskvrny počaté, které mají provinciální dům v Katovicích-Panewnikách a dalších 24 domů, dále např. sestry sv. Hedviky, alžbětinky (CSSE), salesiánky, salvatoriánky, voršilky s klášterem a školským komplexem v Rybniku a bosé karmelitky s klášterem v Katovicích.

## Děkanáty
- Bieruń (6 farností)
- Boguszowice (7 farností)
- Chorzów (9 farností)
- Dębieńsko (11 farností)
- Golejów (7 farností)
- Gorzyce (12 farností)
- Jastrzębie Górne (8 farností)
- Jastrzębie Zdrój (7 farností)
- Katowice-Bogucice (8 farností)
- Katowice-Panewniki (12 farností)
- Katowice-Śródmieście (10 farností)
- Katowice-Załęże (8 farností)
- Knurów (9 farností)
- Kochłowice (12 farností)
- Lędziny (8 farností)
- Łaziska (8 farností)
- Miedźna (9 farností)
- Mikołów (9 farností)
- Mysłowice (12 farností)
- Niedobczyce (8 farností)
- Orzesze (9 farností)
- Pawłowice Śląskie (10 farností)
- Piekary Śląskie (11 farností)
- Pogrzebień (10 farností)
- Pszczyna (13 farností)
- Pszów (11 farností)
- Ruda Śląska (8 farností)
- Rybnik (8 farností)
- Siemianowice Śląskie (9 farností)
- Świętochłowice (9 farností)
- Tychy Nowe (9 farností)
- Tychy Stare (9 farností)
- Wodzisław Śląski (10 farností)
- Żory (12 farností)

## Procesy svatořečení
V současné době probíhá v této arcidiecézi několik procesů blahořečení. Blahořečení Jana Macha mučedníka a kněze arcidiecéze, Franciszka Blachnickiho kněze a zakladatele Sekulárního Institutu Neposkvrněné Matky církve, Marie Dulcissimi Hoffmannové řeholnice Kongregace Neposkvrněné Marie z Vratislavi, Laury Meozzi řeholnice Kongregace Dcer Panny Marie Pomocnice, Ludwika Wrodarczyka kněze Misionářů oblátů Panny Marie Neposkvrněné a mučedníka a svatořečení Emila Szramka, Józefa Czempiela knězů a mučedníků.